# Carcinoma tubulare
Il  carcinoma tubulare  in campo medico, è una forma di carcinoma, un tumore maligno della mammella.

## Epidemiologia
Fra i tumori simili ricopre un 2% della casistica, si evolve maggiormente nel sesso femminile nelle donne dal quarto decennio di vita a scendere, per quanto riguarda le dimensioni della massa risultano modeste.

## Tipologia
Esistono diverse forme che comportano una prognosi diversa.

## Esami
Per una corretta diagnosi occorrono diversi esami:
- Mammografia
- Esame citologico
- Scintigrafia mammaria

## Terapia
Il trattamento è di tipo chirurgico, vi si avvale della mastectomia.